# Soulce-Cernay

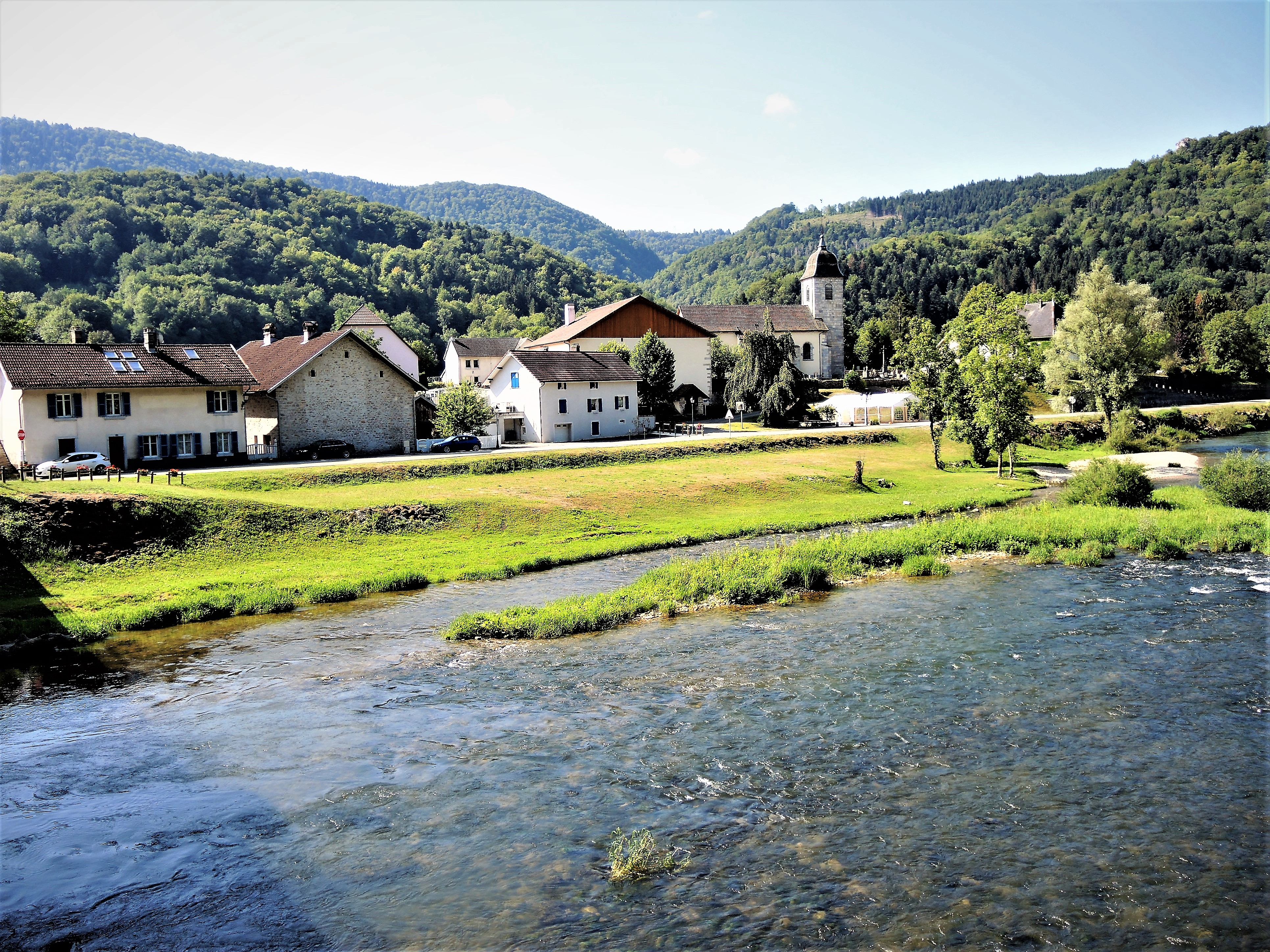
Soulce-Cernay, vu du pont sur le Doubs

Soulce-Cernay est une commune française située dans le département du Doubs, la région culturelle et historique de Franche-Comté et la région administrative Bourgogne-Franche-Comté. 
Ses habitants se nomment les Soulçois et Soulçoises.

## Géographie

### Situation
Soulce-Cernay est un petit village situé à l'est de la France. Le village est situé dans le département du Doubs de la région Franche-Comté. Le village de Soulce-Cernay appartient à l'arrondissement de Montbéliard et au canton de Saint-Hippolyte. L'altitude de Soulce-Cernay est de 390 mètres environ. Sa superficie est de 8,55 km2. Sa latitude est de 47,324 degrés nord et sa longitude de 6,859 degrés est.

### Communes limitrophes
Les villes et villages limitrophes de Soulce-Cernay sont : Montandon (25190) à 2,74 km, Chamesol (25190) à 3,34 km,Les Plains-et-Grands-Essarts (25470) à 3,42 km, Saint-Hippolyte (25190) à 3,53 km, Courtefontaine (25470) à 3,84 km, Montjoie-le-Château à 4,40 km - les distances avec ces communes proches de Soulce-Cernay sont calculées à vol d'oiseau.

### Climat
Pour des articles plus généraux, voir Climat de la Bourgogne-Franche-Comté et Climat du Doubs.
En 2010, le climat de la commune est de type climat de montagne, selon une étude du Centre national de la recherche scientifique s'appuyant sur une série de données couvrant la période 1971-2000. En 2020, Météo-France publie une typologie des climats de la France métropolitaine dans laquelle la commune est exposée à un climat de montagne ou de marges de montagne et est dans la région climatique  Jura, caractérisée par une forte pluviométrie en toutes saisons (1 000 à 1 500 mm/an), des hivers rigoureux et un ensoleillement médiocre. 
Pour la période 1971-2000, la température annuelle moyenne est de 9,7 °C, avec une amplitude thermique annuelle de 17,2 °C. Le cumul annuel moyen de précipitations est de 1 859 mm, avec 13,8 jours de précipitations en janvier et 10,9 jours en juillet. Pour la période 1991-2020, la température moyenne annuelle observée sur la station météorologique de Météo-France la plus proche, « Maiche », sur la commune de Maîche à 9 km à vol d'oiseau, est de 7,7 °C et le cumul annuel moyen de précipitations est de 1 433,0 mm. 
La température maximale relevée sur cette station est de 34,9 °C, atteinte le 25 juillet 2019 ; la température minimale est de −26,8 °C, atteinte le 1er mars 2005,,. 
Les paramètres climatiques de la commune ont été estimés pour le milieu du siècle (2041-2070) selon différents scénarios d'émission de gaz à effet de serre à partir des nouvelles projections climatiques de référence DRIAS-2020. Ils sont consultables sur un site dédié publié par Météo-France en novembre 2022.

## Urbanisme

### Typologie
Au 1er janvier 2024, Soulce-Cernay est catégorisée commune rurale à habitat très dispersé, selon la nouvelle grille communale de densité à 7 niveaux définie par l'Insee en 2022.
Elle est située hors unité urbaine. Par ailleurs la commune fait partie de l'aire d'attraction de Maîche, dont elle est une commune de la couronne,. Cette aire, qui regroupe 23 communes, est catégorisée dans les aires de moins de 50 000 habitants,.

### Occupation des sols
L'occupation des sols de la commune, telle qu'elle ressort de la base de données européenne d’occupation biophysique des sols Corine Land Cover (CLC), est marquée par l'importance des forêts et milieux semi-naturels (68 % en 2018), une proportion identique à celle de 1990 (68 %). La répartition détaillée en 2018 est la suivante : 
forêts (68 %), zones agricoles hétérogènes (23,1 %), prairies (6 %), eaux continentales (2 %), terres arables (0,8 %). L'évolution de l’occupation des sols de la commune et de ses infrastructures peut être observée sur les différentes représentations cartographiques du territoire : la carte de Cassini (XVIIIe siècle), la carte d'état-major (1820-1866) et les cartes ou photos aériennes de l'IGN pour la période actuelle (1950 à aujourd'hui).

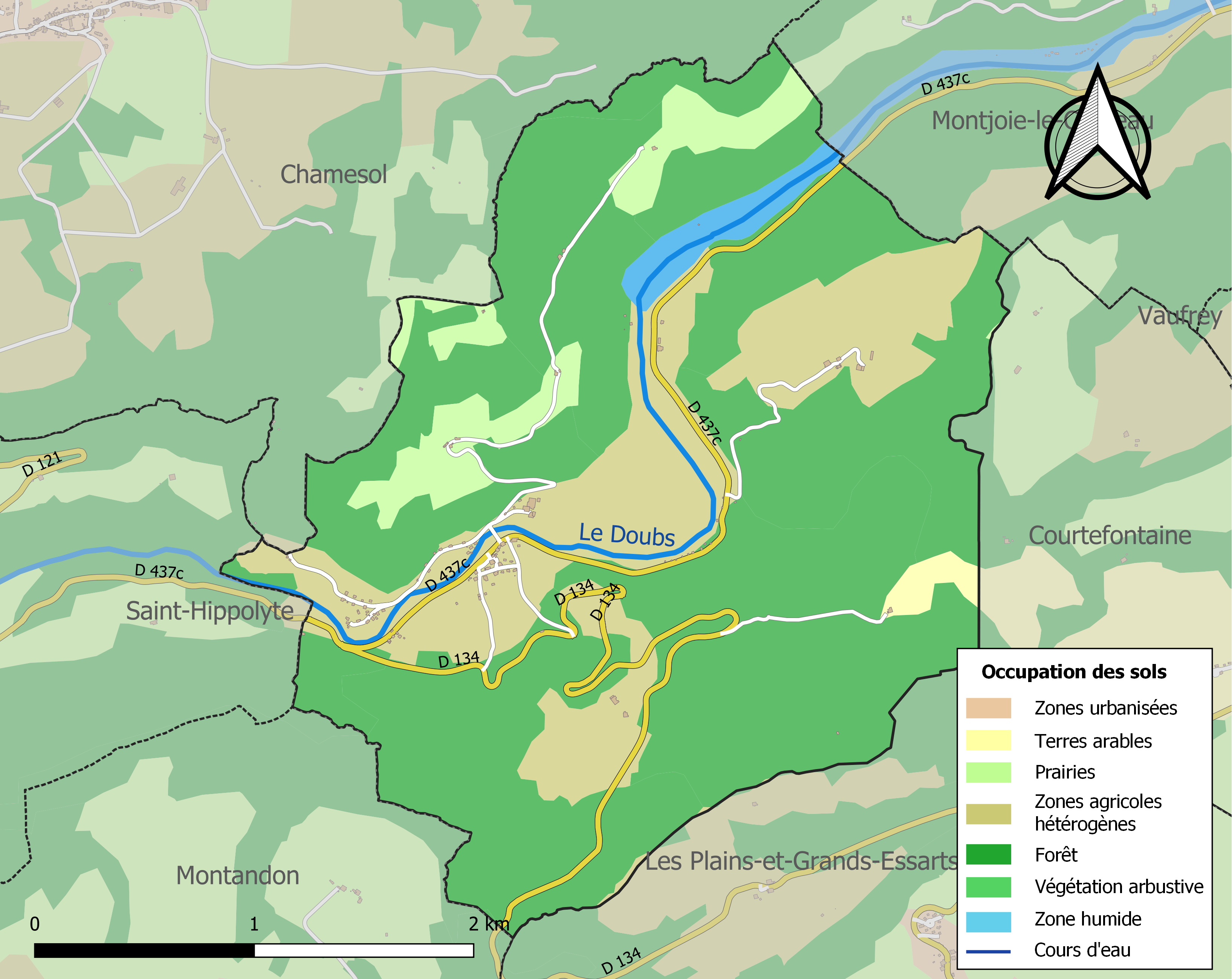
Carte des infrastructures et de l'occupation des sols de la commune en 2018 (CLC).

## Toponymie
C'est l'eau salée (aqua salsa), exploitée dans la saline de Soulce, qui a donné son nom à la localité de Soulce Butunsulza en 1136 ; Sulcea en 1180 ; de Salino de Sulce en 1239 ; Sulz en 1210 ; Les pays et salines de Suce en 1264 ; Soulze en 1292 ; Soulce en 1312 ; cils de Source vers 1390 ; Sousse en 1464 ; Cernay sur Soulce en 1671.

## Politique et administration

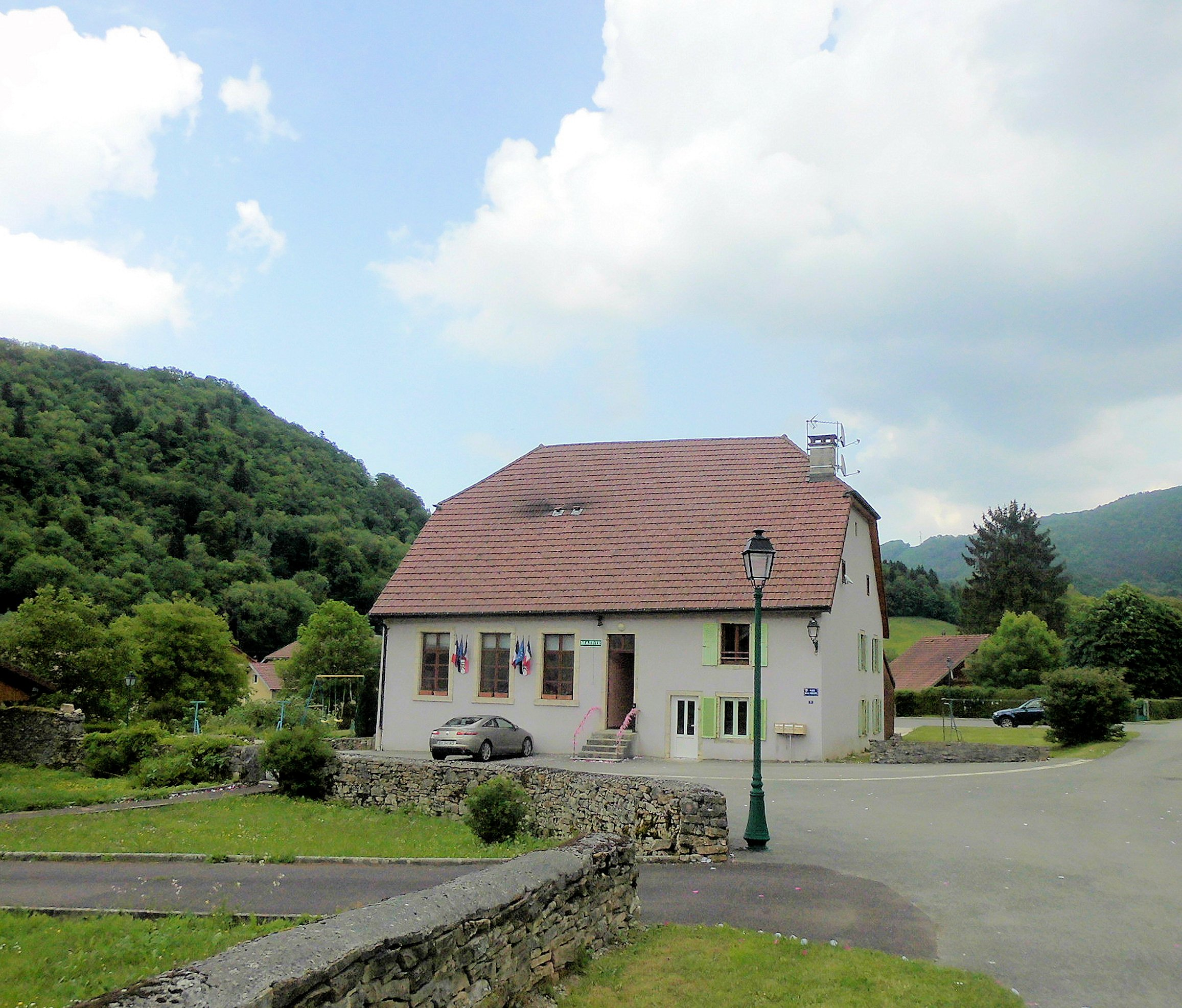
La mairie.

| Période                                  | Période   | Identité       | Étiquette | Qualité       |
| ---------------------------------------- | --------- | -------------- | --------- | ------------- |
| 1980                                     | mars 2012 | Michel Tüscher |           |               |
| 2012                                     | mai 2020  | Olivier Billey | UMP-LR    | Fonctionnaire |
| mai 2020                                 | En cours  | Robert Vetter  |           |               |
| Les données manquantes sont à compléter. |           |                |           |               |

## Démographie
L'évolution du nombre d'habitants est connue à travers les recensements de la population effectués dans la commune depuis 1793. Pour les communes de moins de 10 000 habitants, une enquête de recensement portant sur toute la population est réalisée tous les cinq ans, les populations de référence des années intermédiaires étant quant à elles estimées par interpolation ou extrapolation. Pour la commune, le premier recensement exhaustif entrant dans le cadre du nouveau dispositif a été réalisé en 2008.

En 2022, la commune comptait 138 habitants, en évolution de +13,11 % par rapport à 2016 (Doubs : +1,88 %, France hors Mayotte : +2,11 %).
| 1793 | 1800 | 1806 | 1821 | 1831 | 1836 | 1841 | 1846 | 1851 |
| ---- | ---- | ---- | ---- | ---- | ---- | ---- | ---- | ---- |
| 221  | 207  | 265  | 187  | 206  | 213  | 218  | 241  | 244  |

| 1856 | 1861 | 1866 | 1872 | 1876 | 1881 | 1886 | 1891 | 1896 |
| ---- | ---- | ---- | ---- | ---- | ---- | ---- | ---- | ---- |
| 213  | 221  | 267  | 215  | 217  | 216  | 230  | 225  | 202  |

| 1901 | 1906 | 1911 | 1921 | 1926 | 1931 | 1936 | 1946 | 1954 |
| ---- | ---- | ---- | ---- | ---- | ---- | ---- | ---- | ---- |
| 188  | 206  | 170  | 155  | 269  | 151  | 126  | 115  | 161  |

| 1962 | 1968 | 1975 | 1982 | 1990 | 1999 | 2006 | 2008 | 2013 |
| ---- | ---- | ---- | ---- | ---- | ---- | ---- | ---- | ---- |
| 110  | 89   | 73   | 58   | 71   | 94   | 103  | 106  | 122  |

| 2018 | 2022 | - | - | - | - | - | - | - |
| ---- | ---- | - | - | - | - | - | - | - |
| 131  | 138  | - | - | - | - | - | - | - |

## Culture locale et patrimoine

### Lieux et monuments
- Le barrage de Grobois construit en 1927 se trouve sur la commune.
- Le puits salé, au hameau de la Saulnerie.

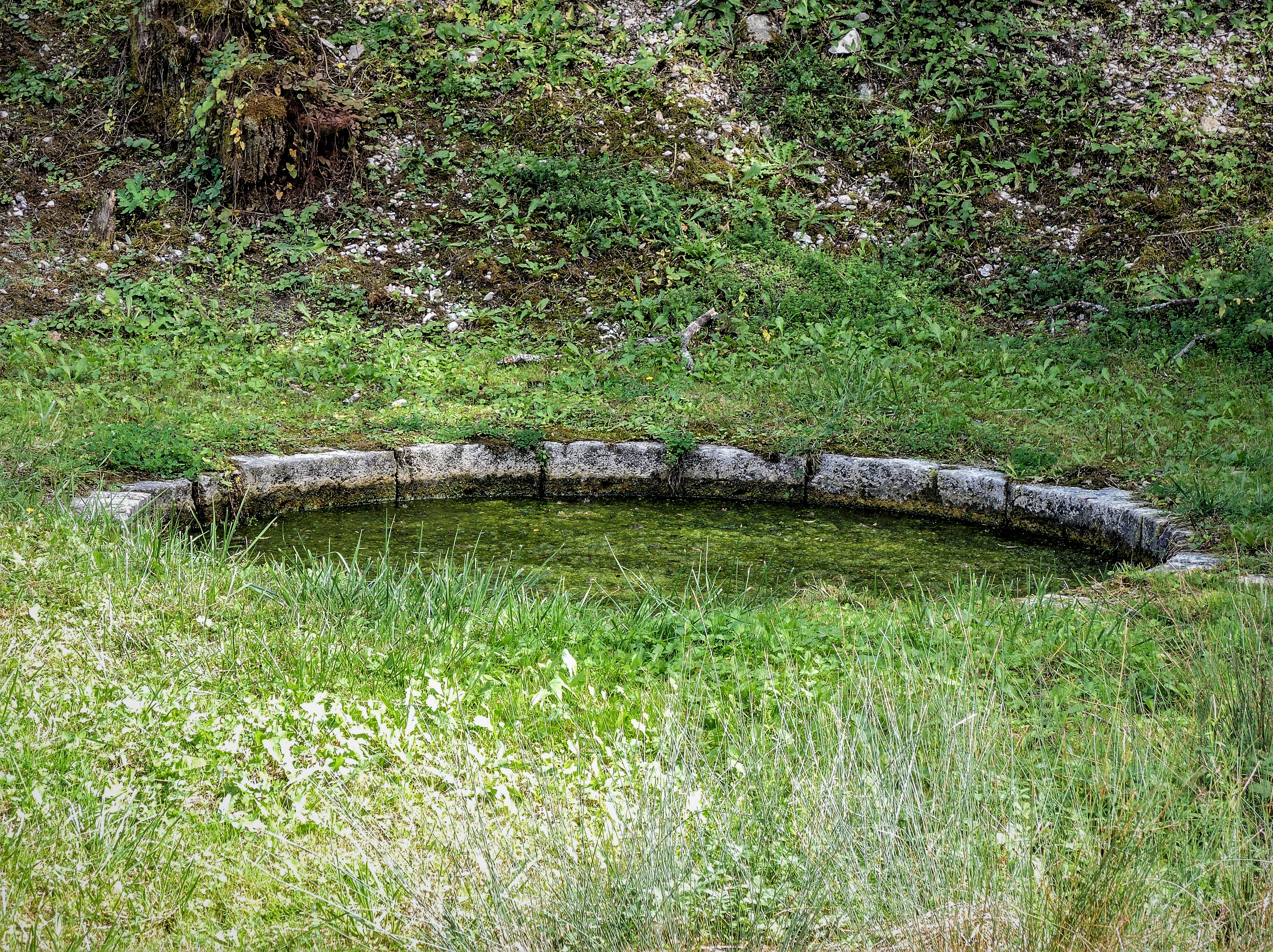
Le puits salé, au hameau de la Saulnerie.

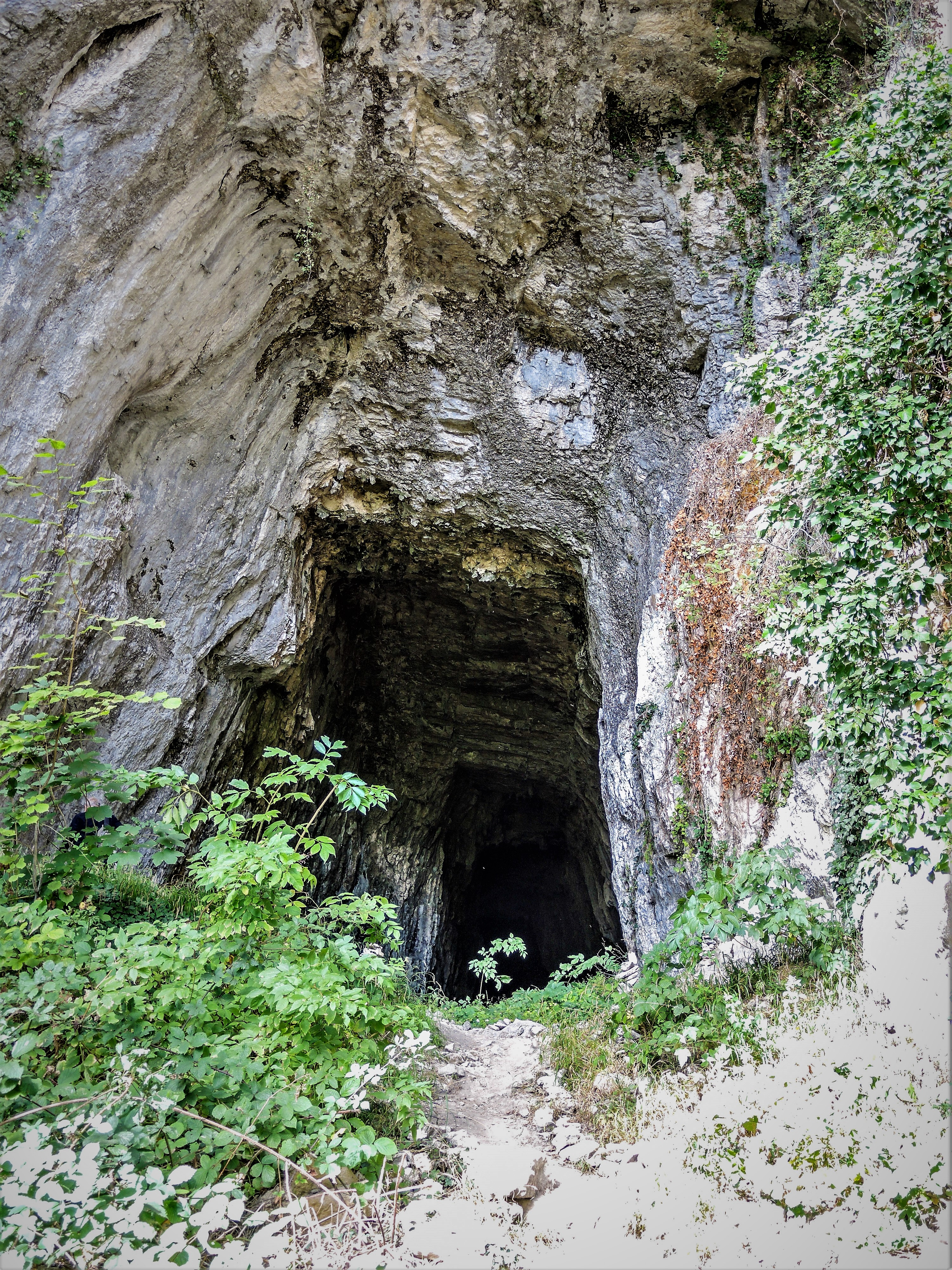
Porche de la grotte de la roche

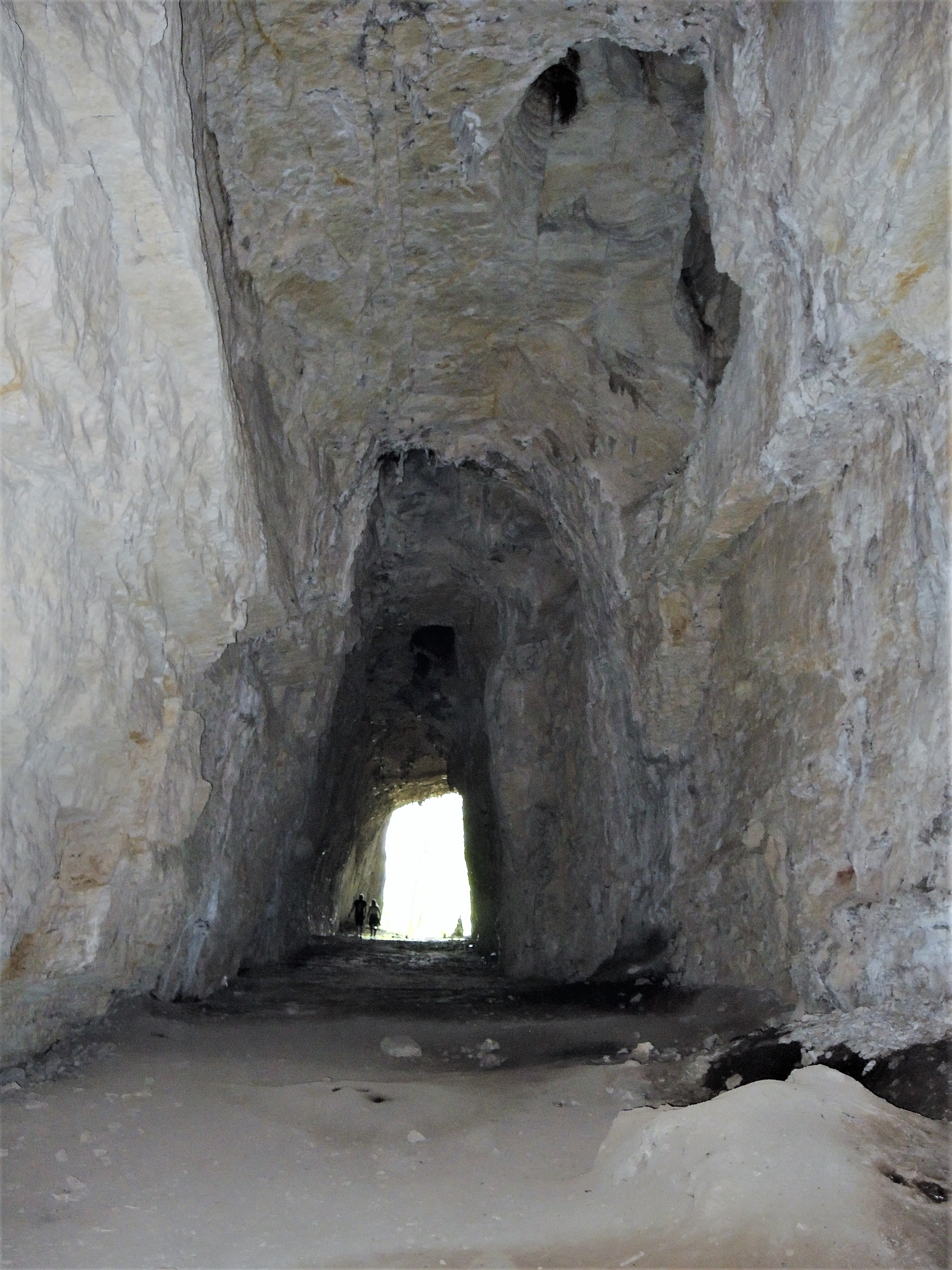
Intérieur de la grotte de la roche.

- Église Saint Laurent.
- Grotte de la Roche

### Héraldique
| Blason de Soulce-Cernay | Blason  | Tiercé en pairle renversé : au 1er de pourpre à la croix de cimetière du lieu, pommetée, perronnée de deux pièces et chargée en cœur d'un besant surchargé d'un cœur, le tout d'argent, au 2e d'or au tas de sel d'argent soutenu de l'inscription « SEL » de sable, au 3e de sinople à la divise ondée cousue d'azur ; le tout enfermé dans une bordure réduite d'argent chargée de vingt tourteaux de sable. |
| Blason de Soulce-Cernay | Détails | * Il y a là non-respect de la règle de contrariété des couleurs : ces armes sont fautives (argent sur or). Création Christian Mainier, adoptée par la municipalité en février 2014. |